# 175th New York Infantry Regiment
Le 175th New York Infantry Regiment était un régiment d'infanterie de l'armée de l'Union pendant la guerre de Sécession enrôlé pour une durée de trois années.

## Service
Le 175th New York Infantry est recruté en grande partie dans l'État de New York à partir du 23 août 1862. Les hommes de ce régiment se sont engagés pour une durée de trois ans de service sous le commandement du colonel Michael K. Bryan.
Le régiment a été attaché à sa division à Suffolk (Virginie) et incorporé dans le VIIe Corps, département de Virginie, jusqu'en décembre 1862. Ensuite il s'est retrouvé dans la 1ère Brigade, Division Augur, département du Golfe, jusqu'en mars 1863. Son affectation suivant était la 3ème Brigade, 3ème Division, XIXe Corps, département du Golfe, jusqu'en mai 1863 puis dans la 3e Brigade, 2e Division, XIXe Corps, jusqu'en août 1863. Ensuite le 175th New York Infantry est dans la 2e Brigade, 1re Division, XIXe Corps, jusqu'en février 1864.

Le 175th New York Infantry se retrouve ensuite dans la 3e Brigade, 2e Division, XIX Corps, Département du Golfe, jusqu'en juillet 1864, et dans l'Armée de la Shenandoah, Division militaire du milieu, jusqu'en janvier 1865. Le régiment rejoint ensuite la 3e Brigade, Division de Grover, District de Savannah, Géorgie, Département du Sud, jusqu'en mars 1865. La troupe est ensuite officiellement dans la 3e Brigade, 1re Division, X Corps, dans l'Armée de l'Ohio, Département de Caroline du Nord, jusqu'en mai 1865. Pour la fin de la guerre, il est dans le District de Savannah, Géorgie, département du Sud, jusqu'en juillet 1865 puis rejoint le Département de Géorgie jusqu'en novembre 1865.
Le 175th New York Infantry, arrivé au terme de son engagement, est démobilisé et retiré du service le 19 juillet 1865 à Raleigh, en Caroline du Nord .

## Service détaillé
Le 175th New York Infantry quitte New York pour Suffolk, en Virginie, le 21 novembre 1862 où il reste de garnison jusqu'en décembre 1862. Il rejoint La Nouvelle-Orléans (Louisiane), puis effectue un service de garnison à Carrollton jusqu'au 6 mars 1863. 

Arrivé à Baton Rouge le 6 mars, il participe aux opérations contre Port Hudson du 7 au 27 mars 1863. Il se déplace à Alger le 1er avril puis à Berwick le 9 avril. Il participe aux opérations dans l'ouest de la Louisiane du 9 avril au 14 mai. 
C'est notamment la Campagne Bayou Teche du 11 au 20 avril 1863. Puis il est à Fort Bisland, près de Centreville, les 12-13 avril. Il est à Vermillion Bayou le 17 avril. Le 175th New York Infantry participe à l'expédition d'Opelousas à Alexandrie et Simsport du 5 au 18 mai. Ensuite c'est l'expédition de Berne's Landing à Berwick du 21 au 26 mai. Il est à Franklin le 25 mai. Il se rend à Port Hudson du 26 au 30 mai pour assiéger cette ville du 30 mai au 9 juillet.Il effectue des assauts sur Port Hudson le 14 juin. Il assiste à la reddition de Port Hudson le 9 juillet 1863.
Il revient à Baton Rouge le 22 juillet et y tient garnison jusqu'en mars 1864. Cela lui permet de participer aux opérations autour de St. Martinsville le 12 novembre 1863. Il fait la Campagne de la rivière Rouge du 23 mars au 22 mai 1864. Il est à Alexandrie du 25 mars au 12 avril. Ensuite, il est à Rivière Cane 23-24 avril. Il est à nouveau à Alexandrie du 26 avril au 13 mai. Le 175th New York Infantry retraite à Morganza du 13 au 20 mai. Il est à Mansourah le 16 mai 1864. Il est à Morganza jusqu'en juillet. Il participe à l'expédition de Morganza à l'Atchafalaya du 30 mai au 5 juin. Le 1er juin 1864, il sert à la Rivière Atchafalaya. Il va à Fort Monroe, en Virginie, puis à Washington, DC, du 5 au 29 juillet.

### Campagne de la Shenandoah
Il participe à la Campagne Shenandoah Valley de Sheridan du 7 août au 28 novembre. Il combat lors de la Troisième bataille de Winchester le 19 septembre 1864. Puis se bat aussi à Fisher's Hill le 22 septembre. C'est ensuite à la Bataille de Cedar Creek le 19 octobre qu'on retrouve la présence du 175th New York Infantry. Il est ensuite de garnison à Kernstown et Winchester jusqu'en janvier 1865.

### 1865
Il rejoint  Savannah en Géorgie du 5 au 22 janvier, et y tient garnison jusqu'en mars 1865. Le 175th New York Infantry est à Wilmington (Caroline du Nord) le 5 mars, puis à Morehead City le 10 mars et y restera jusqu'au 8 avril. Il rejoint Goldsboro le 8 avril, puis à nouveau Savannah en Géorgie, le 2 mai. Il y reste en garnison ainsi que dans d'autres points du département de Géorgie jusqu'en novembre 1865.

## Pertes opérationnelles
Le régiment a perdu un total de 134 hommes pendant le service à savoir 2 officiers et 12 hommes de troupe tués ou mortellement blessés en combat et 3 officiers et 117 hommes de troupe sont morts de maladie.

## Commandants
- Colonel Michael K. Bryan - tué au combat lors de l'assaut de Port Hudson, le 14 juin 1863
- Le colonel John A. Foster

## Voir également
- Liste des régiments de la guerre de Sécession de New York
- New York pendant la guerre de Sécession